# Квалификације за Европско првенство у фудбалу 2016 — група Б
Група Б квалификација за Европско првенство у фудбалу 2016. састојала се од шест репрезентација: Босна и Херцеговина, Белгија, Израел, Велс, Кипар и Андора.
Репрезентације Велса и Белгије су као првопласиране и другопласиране репрезентације избориле директан пласман на првенство, док је као трећепласирана у групи у бараж отишла репрезентација Босне и Херцеговине.

## Табела
| Табела групе Б | Табела групе Б      | Табела групе Б | Табела групе Б | Табела групе Б | Табела групе Б | Табела групе Б | Табела групе Б | Табела групе Б | Табела групе Б |  |         |      |                     |        |       |        |  | Домаћи | Домаћи | Домаћи | Домаћи | Домаћи | Домаћи | Домаћи | Гости | Гости | Гости | Гости | Гости | Гости | Гости |
|                | Репрезентација      | И              | Д              | Н              | И              | ДГ             | ПГ             | ГР             | Бод.           |  | Белгија | Велс | Босна и Херцеговина | Израел | Кипар | Андора |  | И      | Д      | Н      | И      | ДГ     | ПГ     | Бод.   | И     | Д     | Н     | И     | ДГ    | ПГ    | Бод.  |
| 1.             | Белгија             | 10             | 7              | 2              | 1              | 24             | 5              | +19            | 23             |  | -       | 0:0  | 3:1                 | 3:1    | 5:0   | 6:0    |  | 5      | 4      | 1      | 0      | 17     | 2      | 13     | 5     | 3     | 1     | 1     | 7     | 3     | 10    |
| 2.             | Велс                | 10             | 6              | 3              | 1              | 11             | 4              | +7             | 21             |  | 1:0     | -    | 0:0                 | 0:0    | 2:1   | 2:0    |  | 5      | 3      | 2      | 0      | 5      | 1      | 11     | 5     | 3     | 1     | 1     | 6     | 3     | 10    |
| 3.             | Босна и Херцеговина | 10             | 5              | 2              | 3              | 17             | 12             | +5             | 17             |  | 1:1     | 2:0  | -                   | 3:1    | 1:2   | 3:0    |  | 5      | 3      | 1      | 1      | 10     | 4      | 10     | 5     | 2     | 1     | 2     | 7     | 8     | 7     |
| 4.             | Израел              | 10             | 4              | 1              | 5              | 16             | 14             | +2             | 13             |  | 0:1     | 0:3  | 3:0                 | -      | 1:2   | 4:0    |  | 5      | 2      | 0      | 3      | 8      | 6      | 6      | 5     | 2     | 1     | 2     | 8     | 8     | 7     |
| 5.             | Кипар               | 10             | 4              | 0              | 6              | 16             | 17             | -1             | 12             |  | 0:1     | 0:1  | 2:3                 | 1:2    | -     | 5:0    |  | 5      | 1      | 0      | 4      | 8      | 7      | 3      | 5     | 3     | 0     | 2     | 8     | 10    | 9     |
| 6.             | Андора              | 10             | 0              | 0              | 10             | 4              | 36             | -32            | 0              |  | 1:4     | 1:2  | 0:3                 | 1:4    | 1:3   | -      |  | 5      | 0      | 0      | 5      | 4      | 16     | 0      | 5     | 0     | 0     | 5     | 0     | 20    | 0     |

## Резултати
| Босна и Херцеговина | 1:2    | Кипар             |
| ------------------- | ------ | ----------------- |
| Ибишевић 6’         | Детаљи | Кристофи 45’, 73’ |

| Андора         | 1:2    | Велс          |
| -------------- | ------ | ------------- |
| Лима 6’ (пен.) | Детаљи | Бејл 22’, 81’ |

| Белгија                                                              | 6:0    | Андора |
| -------------------------------------------------------------------- | ------ | ------ |
| де Бројне 31’ (пен.) 34’, · Чадли 37’ · Ориги 59’ · Мертенс 65’, 68’ | Детаљи |        |

| Велс | 0:0    | Босна и Херцеговина |
| ---- | ------ | ------------------- |
|      | Детаљи |                     |

| Кипар        | 1:2    | Израел                    |
| ------------ | ------ | ------------------------- |
| Макридес 67’ | Детаљи | Дамари 38’ · Бен Хаим 45’ |

| Босна и Херцеговина | 1:1    | Белгија       |
| ------------------- | ------ | ------------- |
| Џеко 28’            | Детаљи | Наинголан 51’ |

| Велс                          | 2:1    | Кипар     |
| ----------------------------- | ------ | --------- |
| Котерил 13’ · Робсон-Кану 23’ | Детаљи | Лабан 36’ |

| Андора          | 1:4    | Израел                                   |
| --------------- | ------ | ---------------------------------------- |
| Лима 15’ (пен.) | Детаљи | Дамари 3’, 41’, 82’ · Хемед 90+6’ (пен.) |

| Белгија | 0:0    | Велс |
| ------- | ------ | ---- |
|         | Детаљи |      |

| Израел                             | 3:0    | Босна и Херцеговина |
| ---------------------------------- | ------ | ------------------- |
| Вермут 36’ · Дамари 45’ Захави 70’ | Детаљи |                     |

| Кипар                                                 | 5:0    | Андора |
| ----------------------------------------------------- | ------ | ------ |
| Меркис 9’ · Ефрем 31’, 42’, 60’ · Кристофи 87’ (пен.) | Детаљи |        |

| Белгија                                                | 5:0    | Кипар |
| ------------------------------------------------------ | ------ | ----- |
| Фелаини 21’, 66’ · Бентеке 35’ · Азар 67’ · Бачуај 80’ | Детаљи |       |

| Израел | 0:3    | Велс                        |
| ------ | ------ | --------------------------- |
|        | Детаљи | Ремзи 45+1’ · Бејл 50’, 77’ |

| Андора | 0:3    | Босна и Херцеговина |
| ------ | ------ | ------------------- |
|        | Детаљи | Џеко 13’, 49’, 62’  |

| Израел | 0:1    | Белгија    |
| ------ | ------ | ---------- |
|        | Детаљи | Фелаини 9’ |

Првобитно је планирано да се ова утакмица одигра 9. септембра 2014, али је померена због конфликта између Израелаца и Палестинаца.
| Босна и Херцеговина               | 3:1    | Израел       |
| --------------------------------- | ------ | ------------ |
| Вишћа 42’, 75’ · Џеко 45+2’ (пен) | Детаљи | Бен Хаим 41’ |

| Велс     | 1:0    | Белгија |
| -------- | ------ | ------- |
| Бејл 25’ | Детаљи |         |

| Андора               | 1:3    | Кипар                 |
| -------------------- | ------ | --------------------- |
| Доса Жуниор 9’ (аг.) | Детаљи | Митидис 13’, 45’, 53’ |

| Белгија                                       | 3:1    | Босна и Херцеговина |
| --------------------------------------------- | ------ | ------------------- |
| Фелаини 23’ · де Бројне 44’ · Азар 78’ (пен.) | Детаљи | Џеко 15’            |

| Израел                                               | 4:0    | Андора |
| ---------------------------------------------------- | ------ | ------ |
| Захави 3’ · Битон 22’ · Хемед 26’ (пен.) · Дабур 38’ | Детаљи |        |

| Кипар | 0:1    | Велс     |
| ----- | ------ | -------- |
|       | Детаљи | Бејл 82’ |

| Велс | 0:0    | Израел |
| ---- | ------ | ------ |
|      | Детаљи |        |

| Босна и Херцеговина                 | 3:0    | Андора |
| ----------------------------------- | ------ | ------ |
| Бичакчић 14’ · Џеко 30’ · Лулић 45’ | Детаљи |        |

| Кипар | 0:1    | Белгија  |
| ----- | ------ | -------- |
|       | Детаљи | Азар 86’ |

| Босна и Херцеговина      | 2:0    | Велс |
| ------------------------ | ------ | ---- |
| Ђурић 71’ · Ибишевић 90’ | Детаљи |      |

| Израел    | 1:2    | Кипар                     |
| --------- | ------ | ------------------------- |
| Битон 76’ | Детаљи | Жуниор 58’ · Деметриу 80’ |

| Андора          | 1:4    | Белгија                                                        |
| --------------- | ------ | -------------------------------------------------------------- |
| Лима 51’ (пен.) | Детаљи | Наинголан 19’ · де Бројне 42’ · Азар 56’ (пен.) · Депоитре 64’ |

| Белгија                                | 3:1    | Израел    |
| -------------------------------------- | ------ | --------- |
| Мертенс 64’ · де Бројне 78’ · Азар 84’ | Детаљи | Хемед 88’ |

| Велс                 | 2:0    | Андора |
| -------------------- | ------ | ------ |
| Ремзи 50’ · Бејл 86’ | Детаљи |        |

| Кипар                          | 2:3    | Босна и Херцеговина            |
| ------------------------------ | ------ | ------------------------------ |
| Хараламбидис 32’ · Митидис 41’ | Детаљи | Медуњанин 13’, 44’ · Ђурић 67’ |

## Стрелци
7 голова
| - Един Џеко | - Гарет Бејл |

5 голова
| - Едан Азар | - Кевин де Бројне | - Омер Дамари |

4 гола
| - Маруан Фелаини | - Несторас Митидис |

3 гола
| - Илдефонс Лима - Дрис Мертенс | - Томер Хемед - Георгиос Ефрем | - Деметрис Христофи |

2 гола
| - Рађа Наинголан - Ведад Ибишевић - Един Вишћа | - Милан Ђурић - Харис Медуњанин - Арон Ремзи | - Еран Захави - Нир Битон - Тал Бен Хаим |

1 гол
| - Дивок Ориги - Кристијан Бентеке - Лоран Депојтр - Миши Батшуаји - Насер Шадли - Ермин Бичакчић | - Сенад Лулић - Дејвид Котерил - Хал Робсон-Кану - Гил Вермоут - Мунас Дабур - Винсент Лабан | - Доса Јуниор - Јоргос Меркис - Константинос Макридес - Константинос Хараламбидис - Џејсон Деметрију |

Аутогол
| - Доса Јуниор (против Андоре) |